# RAL
RAL е система за описание на цветово пространство, създадена през 1927 от RAL Deutsches Institut für Gütesicherung und Kennzeichnung e.V. RAL започва със само 40 цвята, но оттогава се е разширила и обхваща над 1900.
RAL Classic е най-популярната колекция, но RAL Design предлага по-прецизна система с над 1,600 цвята, базирана на колориметрични принципи. Системата RAL е символ на прецизност и универсалност в света на цветовете. С развитието на технологиите и глобализацията, RAL остава стандарт в много индустрии, осигурявайки точност и съвместимост в комуникацията между производители, дизайнери и клиенти.